# Kristoffer Joner
Kristoffer Joner (nascut el 19 de setembre de 1972) és un actor noruec. És conegut sobretot pels seus papers a Villmark i Mannen som elsket Yngve. Va formar part de Rogaland Teater quan tenia 14 anys fins als seus 20 anys. Va ser un dels fundadors del pub Cementen situat a Stavanger (Noruega). A més, és nebot del músic Sverre Joner i cosí de la cantant Alexandra Joner.
El 1996, va aconseguir el paper de Ståle Pettersen en una sèrie original de NRK anomenada Offshore, un paper que va mantenir fins a la cancel·lació dels espectacles l'any 2000. El mateix any, va aconseguir el seu primer paper en una pel·lícula de Pål Jackman amb el nom de Detector, on va interpretar el paper d'un satanista.
El 2005, Joner va rebre el Premi Amanda al millor actor masculí, pel seu paper a la pel·lícula Naboer, i de nou el 2012 pel seu paper a The Orheim Company. També va guanyar el Premi Méliès d'Or al millor curtmetratge per Cold and Dry al XLII Festival Internacional de Cinema Fantàstic de Catalunya.
Ha participat, entre d'altres, a les pel·lícules Detektor, Mongoland, Villmark, Loose Ends, Samaritan, Min Misunnelige Frisør, Vinterkyss, Naboer, Gymnaslærer Pedersen, Mannen som elsket Yngve, Skjult i Krigsseileren.

## Filmografia
- 2022 Krigsseileren
- 2020 Tottori! Sommeren vi var alene
- 2018 Mission: Impossible – Fallout
- 2018 Skjelvet
- 2018 Now It's Dark
- 2018 Vann over ild
- 2017 Hjertestart
- 2016 Alt det vakre
- 2015 The Revenant
- 2015 Bølgen
- 2014 Død snø 2
- 2014 Doktor Proktors prompepulver
- 2013 Kyss meg for faen i helvete
- 2012 Uskyld
- 2012 Kompani Orheim
- 2011 Babycall
- 2011 Hjelp, vi er russ!
- 2011 Bambieffekten
- 2011 Tomme Tønner 2 – Det brune gullet
- 2011 Pax
- 2010 Kongen av Bastøy
- 2010 Kurt Josef Wagle og legenden om fjordheksa
- 2010 Tomme Tønner
- 2009 Rottenetter
- 2009 Skjult
- 2008 Den siste revejakta
- 2008 Mannen som elsket Yngve
- 2006 Gymnaslærer Pedersen
- 2005 Sirkel
- 2005 Vinterkyss
- 2005 Naboer
- 2004 Alt for Egil
- 2004 Min misunnelige frisør
- 2004 Monstertorsdag
- 2004 Den som frykter ulven
- 2003 Villmark
- 2002 Himmelfall
- 2002 Musikk for bryllup og begravelser
- 2001 Mongoland
- 2000 Detektor